# Les Mureaux
Les Mureaux ist eine französische Gemeinde mit 34.151 Einwohnern (Stand 1. Januar 2022) im Département Yvelines in der Region Île-de-France 39 km westlich von Paris. Sie liegt im Kanton Meulan-en-Yvelines auf einer Höhe von etwa 18 bis 53 Metern. Der Bürgermeister ist François Garay.

## Geographie
Les Mureaux liegt auf der niedrig gelegenen Ebene der Seine am linken Ufer des Flusses etwa 40 Kilometer westlich von Paris. Hier mündet das Flüsschen Orgeval in die Seine. Es wird im Stadtgebiet weitgehend unterirdisch geführt.

## Bevölkerungsentwicklung
Die Bevölkerung der im Einzugsgebiet von Paris gelegenen Mittelstadt wuchs bis zum Beginn der 1990er Jahre überdurchschnittlich. Seither ist die Einwohnerzahl leicht rückläufig. 60 % der Wohnungen entstanden im Sozialen Wohnungsbau.
| Jahr      | 1962   | 1968   | 1975   | 1982   | 1990   | 1999   | 2006   | 2015   |
| Einwohner | 19.016 | 21.733 | 28.165 | 31.619 | 33.039 | 31.739 | 32.634 | 32.048 |

## Wirtschaft und Infrastruktur
In Les Mureaux gibt es:
- Vielfältige Industriegebiete
- Luft- und Raumfahrtindustrie Airbus Defence and Space: Unter anderem werden Elemente für die Trägerrakete Ariane gebaut.
- Zone franche urbaine (ZFU)

Die Stadt hat einen Bahnhof an der Bahnstrecke Paris–Le Havre, der von Transilien-Regionalzügen bedient wird, sowie eine Anbindung an die Autobahn A13 in die Normandie. Les Mureaux verfügt über einen kleinen Flugplatz außerhalb des Stadtgebiets.
Seit 2021 kann der „van on demand“ des französischen Start-Ups VanO mit Unterstützung der deutschen Firma Ioki in der Stadt Les Mureaux genutzt werden. Das Ziel von VanO ist eine leichtere Mobilität für Menschen, die mehr als eine Viertelstunde zu Fuß vom Bahnhof oder dem Stadtzentrum leben oder arbeiten und die kein Kraftfahrzeug haben.

## Sehenswürdigkeiten
- Kirche Saint-Pierre-Saint-Paul, 1896 im neogotischen Stil erbaut
- Club house des cercle de voile de Paris, 1893 erbaut
- Allée couverte des Mureaux

## Städtepartnerschaften
Seit 1971 besteht eine Partnerschaft mit der rheinland-pfälzischen Stadt Idar-Oberstein.
Auch mit der portugiesischen Kleinstadt Alcanena pflegt Les Mureaux eine Partnerschaft.

## Persönlichkeiten
- Alfred Chauchard (1821–1909), Unternehmer und Kunstsammler